# 弗洛里安·弗利克
弗洛里安·弗利克（德語：Florian Flick；2000年5月1日—）是一位德國足球運動員，在場上的位置是防守中場。現效力於德乙球隊纽伦堡。